# In the Raw
In the Raw é um single de 2007 da banda de glam metal Crashdïet. Este é o primeiro single que aparece o novo vocalista banda Olli Herman nos vocais, desde que seu vocalista original Dave Lepard morreu em janeiro de 2006. Esta canção aparece como faixa de abertura do álbum de 2007, The Unattractive Revolution. A canção estreou no 35º lugar nas paradas suecas. O nome da canção é baseado no álbum Live...In the Raw da banda de heavy metal W.A.S.P. que tem sido a maior influência no som do Crashdïet.

## Faixas
1. In the Raw
2. In the Raw (versão instrumental)

## Pessoal
- Olli Herman - vocais
- Martin Sweet - guitarra
- Peter London - baixo
- Eric Young - bateria